# Microdon macrocerus
Microdon macrocerus är en tvåvingeart som beskrevs av Hironaga och Maruyama 2004. Microdon macrocerus ingår i släktet myrblomflugor, och familjen blomflugor. Inga underarter finns listade i Catalogue of Life.